# Wybory parlamentarne na Ukrainie w 2012 roku
Wybory parlamentarne na Ukrainie odbyły się 28 października 2012 roku. Wybrano w nich 450 deputowanych do Rady Najwyższej Ukrainy, na 5-letnią kadencję, w systemie mieszanym. Połowa deputowanych (tj. 225) została wyłoniona w okręgu większościowym z list krajowych ugrupowań, które przekroczyły wynoszący 5% próg wyborczy. Druga połowa została wybrana w okręgach jednomandatowych.

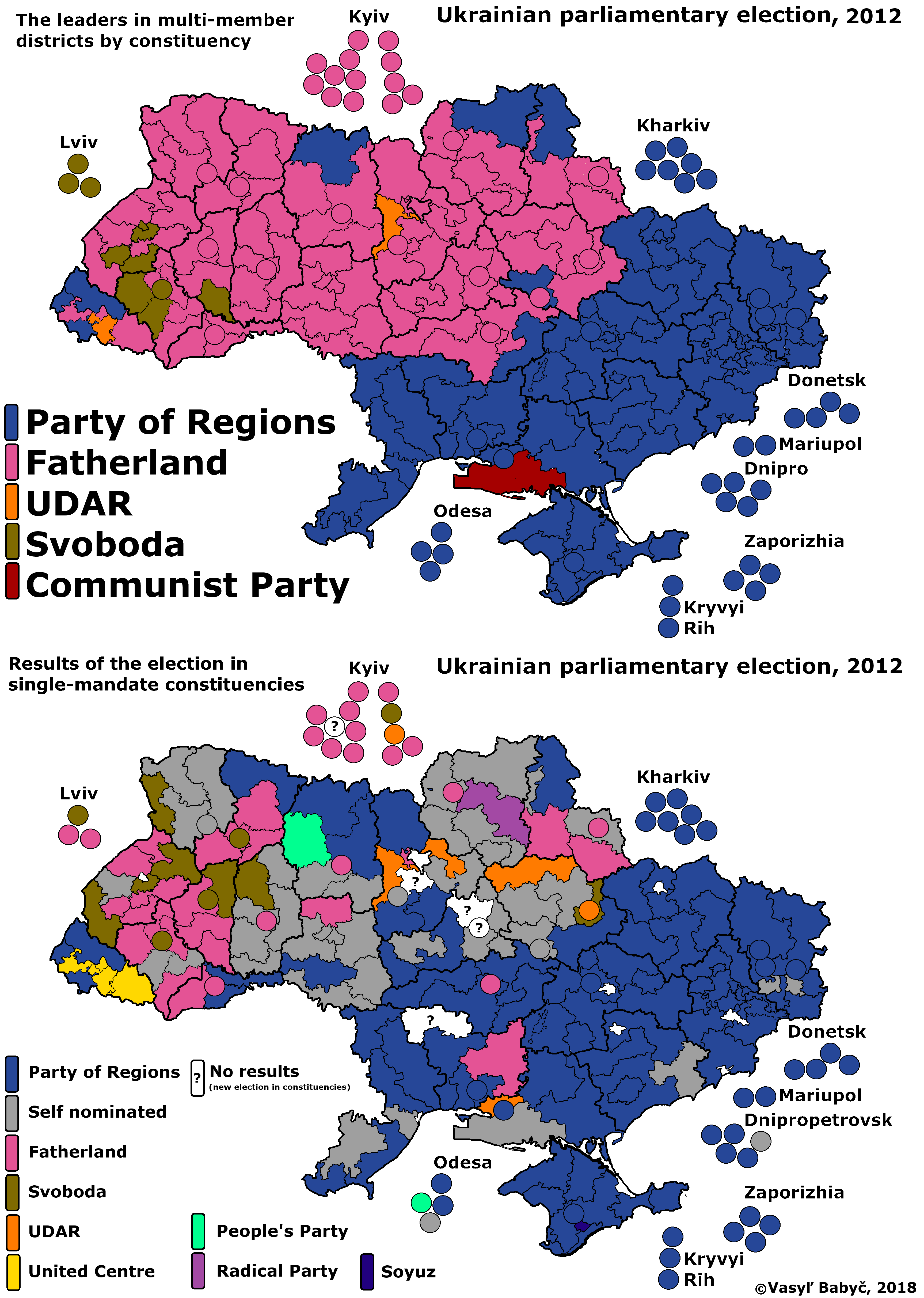
Wyniki wyborów parlamentarnych na Ukrainie w okręgach wielomandatowych (góra) i jednomandatowych (dół)

## Partyjne listy kandydatów
1. Ukraińska Platforma „Zjednoczenie”
2. Socjalistyczna Partia Ukrainy
3. Komunistyczna Partia Ukrainy
4. Stowarzyszenie Polityczne „Matka Ojczyzna”
5. Blok Rosyjski
6. Ukraina – Naprzód!
7. Hromada
8. UNA-UNSO
9. Liberalna Partia Ukrainy
10. „Nowa Polityka”
11. Ogólnoukraińskie Zjednoczenie „Swoboda”
12. Ukraińska Partia „Zielona Planeta”
13. Blok Partii Emerytów
14. Nasza Ukraina
15. Zieloni
16. Partia Zielonych Ukrainy
17. Ukraiński Demokratyczny Alians na rzecz Reform
18. „Ukraina Przyszłości”
19. Koalicja „Batkiwszczyna” (Batkiwszczyna, Ludowy Ruch Ukrainy, Ludowa Samoobrona, Front Zmian, Za Ukrainę!, Reformy i Porządek, Partia Społeczno-Chrześcijańska)

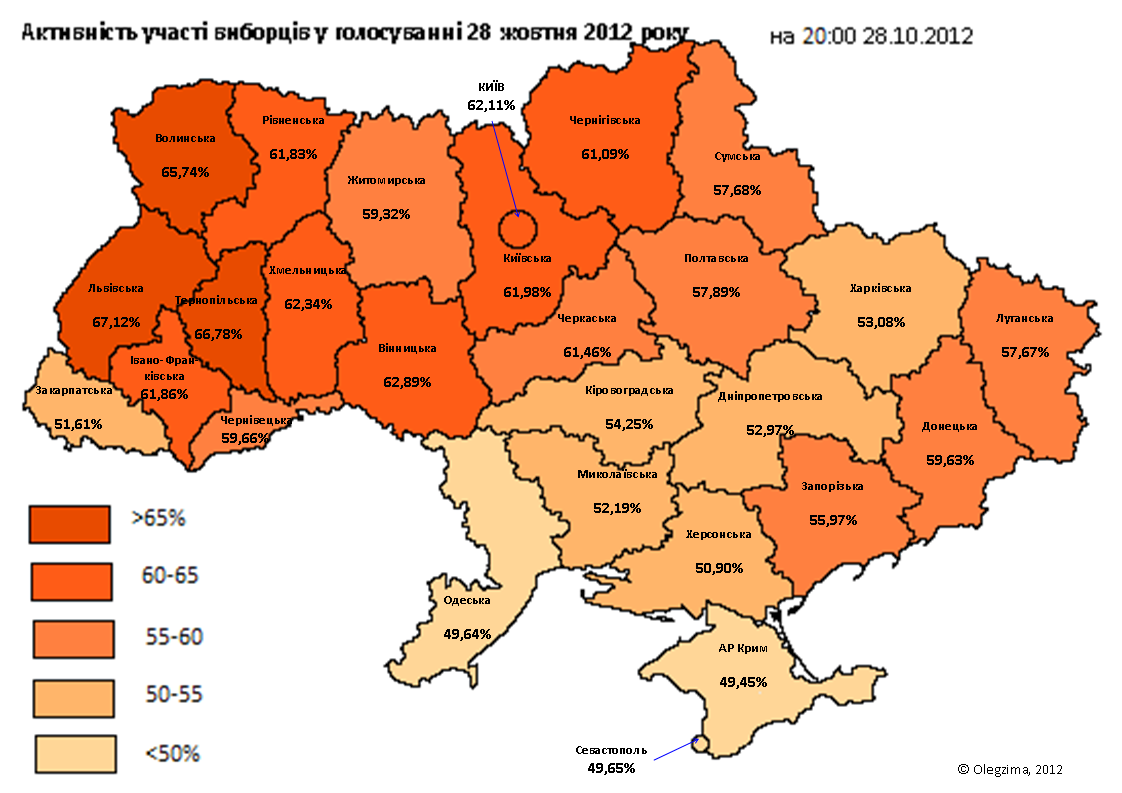
Frekwencja w wyborach

20. Partia Regionów
21. „Ludowa Unia Pracy Ukrainy”
22. „Partia Radykalna Ołeha Laszki”[2]

## Wyniki
Wybory parlamentarne do Rady Najwyższej wygrała rządząca krajem Partia Regionów uzyskując 30,0% głosów poparcia oraz 72 mandaty z listy krajowej oraz 114 w okręgach jednomandatowych co dało jej łącznie 186 mandatów. Opozycyjna Koalicja „Batkiwszczyna” z wynikiem 25,54% i łącznie 105 mandatami zajęła drugie miejsce.
| Lista wyborcza                              | Głosy (lista krajowa) | % (lista krajowa) | Mandaty       | Mandaty               | Mandaty | Mandaty |
| Lista wyborcza                              | Głosy (lista krajowa) | % (lista krajowa) | lista krajowa | okręgi jednomandatowe | Suma    | Zmiana  |
| ------------------------------------------- | --------------------- | ----------------- | ------------- | --------------------- | ------- | ------- |
| Partia Regionów                             | 6 116 815             | 30,00%            | 72            | 114                   | 186     | +11     |
| Koalicja „Batkiwszczyna”                    | 5 208 402             | 25,54%            | 62            | 43                    | 105     | - 51    |
| UDAR                                        | 2 847 965             | 13,96%            | 34            | 6                     | 40      | -       |
| Komunistyczna Partia Ukrainy                | 2 687 246             | 13,18%            | 32            | 0                     | 32      | +5      |
| Ogólnoukraińskie Zjednoczenie „Swoboda”     | 2 129 906             | 10,44%            | 25            | 12                    | 37      | +37     |
| Ukraina – Naprzód!                          | 322 207               | 1,58%             | -             | -                     | -       | -       |
| Nasza Ukraina                               | 226 492               | 1,11%             | -             | -                     | -       | -72     |
| „Partia Radykalna Ołeha Laszki”             | 221 136               | 1,18%             | -             | 1                     | 1       | +1      |
| Blok Partii Emerytów Ukrainy                | 114 198               | 0,56%             | -             | -                     | -       | -       |
| Socjalistyczna Partia Ukrainy               | 93 081                | 0,45%             | -             | -                     | -       | -       |
| Partia Zielonych Ukrainy                    | 70 260                | 0,34%             | -             | -                     | -       | -       |
| Ukraińska Partia „Zielona Planeta”          | 70 117                | 0,34%             | -             | -                     | -       | -       |
| Blok Rosyjski                               | 63 534                | 0,31%             | -             | -                     | -       | -       |
| Zieloni                                     | 51 371                | 0,25%             | -             | -                     | -       | -       |
| „Ukraina Przyszłości”                       | 38 506                | 0,18%             | -             | -                     | -       | -       |
| Stowarzyszenie Polityczne „Matka Ojczyzna”  | 32 724                | 0,16%             | -             | -                     | -       | -       |
| „Ludowa Unia Pracy Ukrainy”                 | 22 854                | 0,11%             | -             | -                     | -       | -       |
| „Nowa Polityka”                             | 21 033                | 0,10%             | -             | -                     | -       | -       |
| Hromada                                     | 17 669                | 0,08%             | -             | -                     | -       | -       |
| UNA-UNSO                                    | 16 938                | 0,08%             | -             | -                     | -       | -       |
| Liberalna Partia Ukrainy                    | 15 565                | 0,07%             | -             | -                     | -       | -       |
| Zjednoczone Centrum                         | –                     | –                 | –             | 3                     | 3       | +3      |
| Partia Ludowa                               | –                     | –                 | –             | 2                     | 2       | -18     |
| Sojuz                                       | –                     | –                 | –             | 1                     | 1       | +1      |
| Niezależni                                  | –                     | –                 | –             | 43                    | 43      | +43     |
| Głosy nieważne i puste                      |                       |                   |               |                       |         |         |
| Razem                                       |                       | 100               | 225           | 225                   | 450     | –       |
| Liczba uprawnionych do głoswania/Frekwencja | 57,99%                | -                 | –             | –                     | –       | –       |
| Źródła:, Główna Komisja Wyborcza            |                       |                   |               |                       |         |         |